# Peter Jehle
Peter Karl Jehle, född 22 januari 1982 i Schaan i Liechtenstein, är en liechtensteinsk före detta fotbollsmålvakt.
Jehle föddes växte upp i Schaan i Liechtenstein. Han började spela fotboll i det lokala laget FC Schaan och skrev på för den schweiziska storklubben Grasshopper Zürich 2000, han vann schweiziska ligan med klubben 2001 och 2003. 2006 skrev Jehle på för portugisiska Boavista, där han blev förstamålvakt under sitt andra år i klubben, men då Boavista blev nedflyttade på grund av Apito Dourado-skandalen flyttade han 2008 till Tours FC. Inför 2010 års säsong flyttade han hem till Liechtenstein och klubben FC Vaduz.
Jehle gjorde sin första landskamp som 16-åring 14 oktober 1998 i en EM-kvalmatch på hemmaplan mot Azerbajdzjan, där Liechtenstein vann med 2–1. I returmötet vann Azerbajdzjan med 4–0.
Jehle spelade totalt 132 landskamper för Liechtensteins landslag.

## Meriter
Grasshopper
- Schweizisk mästare (2): 2000/2001, 2002/2003

Vaduz
- Challenge League: 2013/2014
- Liechtensteiner Cup (7): 2009/2010, 2010/2011, 2012/2013, 2013/2014, 2014/2015, 2015/2016, 2016/2017

Individuellt
Årets fotbollsspelare i Liechtenstein: 2014, 2016